# Katsuura
Katsuura è una città giapponese della prefettura di Chiba.